# Vincenzo Montella
Vincenzo Montella (Pomigliano d'Arco, 18 juni 1974) is een Italiaans voetbaltrainer en voormalig voetballer die doorgaans als aanvaller speelde. In 2023 werd hij bondscoach van het Turks voetbalelftal.

## Clubcarrière
Montella speelde vanaf het seizoen 1999/00 bij AS Roma. Daarvoor stond hij onder contract bij Empoli (1990-1995), Genoa (1995/96) en Sampdoria (1996-1999). Bij Roma is Montella niet altijd een vaste waarde, al wordt zijn kunnen vaak onderschat. Zo zorgde hij in het seizoen 2004/05 voor 21 goals en Montella werd daarmee bijna topscorer van de Serie A. Toen AS Roma in het jaar 2001 kampioen werd, was Montella een van de belangrijke spelers. Samen met Gabriel Batistuta en Francesco Totti vormde hij een ijzersterk aanvalstrio. Montella kwam mede door veel blessureleed minder aan spelen toe en werd verhuurd aan Fulham (Engeland) en aan zijn oude club Sampdoria. Hier was hij ook vaak geblesseerd maar hij maakte wel enkele belangrijke doelpunten. In 2009 neemt hij afscheid van het voetbal als actieve speler.
Ondanks het feit dat Montella in zijn laatste jaren weinig speelde was hij een zeer geliefde speler onder de supporters van AS Roma. Tijdens de derby tegen Lazio Roma in maart 2002 wist hij vier keer te scoren. De wedstrijd eindigde in een 5-1 overwinning voor AS Roma.
Montella besloot op 35-jarige leeftijd om te stoppen met voetballen, ondanks zijn nog een jaar doorlopende contract. Hij bleef wel actief bij Roma, waar hij een van de jeugdploegen onder zijn hoede nam.

## Interlandcarrière
Met het nationale elftal nam Montella deel aan het EK voetbal 2000, WK voetbal 2002 en het EK voetbal 2004. Montella speelde 20 keer voor Italië en maakte drie doelpunten. Onder leiding van bondscoach Dino Zoff maakte hij zijn debuut voor Italië op zaterdag 5 juni 1999 in de EK-kwalificatiewedstrijd tegen Wales (4-0). Montella trad na rust aan als vervanger van aanvaller Christian Vieri.
| Interlanddoelpunten | Interlanddoelpunten | Interlanddoelpunten | Interlanddoelpunten  | Interlanddoelpunten | Interlanddoelpunten | Interlanddoelpunten | Interlanddoelpunten |
| №                   | Datum               | Locatie             | Wedstrijd            | Goal(s)             | Score               | Uitslag             | Competitie          |
| ------------------- | ------------------- | ------------------- | -------------------- | ------------------- | ------------------- | ------------------- | ------------------- |
| 1                   | 25 april 2001       | Perugia             | Italië – Zuid-Afrika | 54'                 | 1 – 0               | 1 – 0               | Oefeninterland      |
| 2                   | 27 maart 2002       | Leeds               | Engeland – Italië    | 67'                 | 1 – 1               | 1 – 2               | Oefeninterland      |
| 3                   | 27 maart 2002       | Leeds               | Engeland – Italië    | 90+2' (pen.)        | 1 – 2               | 1 – 2               | Oefeninterland      |

## Trainerscarrière
AS Roma stelde Montella op 21 februari 2011 tot het eind van het seizoen 2011/12 aan als interim-trainer. Hij volgde Claudio Ranieri op, die een dag eerder ontslag nam na een 4-3 nederlaag bij Genoa. Na afloop van het seizoen werd Montella hoofdtrainer van Catania Calcio, waarmee hij dat jaar elfde werd in de Serie A. Hij werd op 11 juni 2012 aangesteld als coach van ACF Fiorentina, als opvolger van de ontslagen Delio Rossi. Hiermee werd hij in de volgende drie seizoenen drie keer achter elkaar vierde in de Serie A. De clubleiding van Fiorentina stuurde hem op 8 juni 2015 de laan uit. Montella uitte eerder openlijk kritiek op het clubbestuur, dat hij een gebrek aan ambitie verweet.
Montella trad op 15 november 2015 aan als coach van UC Sampdoria, als opvolger van de ontslagen Walter Zenga. Die was zelf een paar maanden eerder aangesteld om de naar AC Milan vertrokken Siniša Mihajlović te doen vergeten. Montella eindigde het seizoen met Sampdoria als de nummer vijftien van Italië. Hij werd in juni 2016 vervolgens aangesteld als trainer van AC Milan, als opvolger van Brocchi. Onder leiding van Montella eindigde Milan op de zesde plaats in het seizoen 2016/17.
Op 27 november 2017 kreeg Montella zijn ontslag bij AC Milan vanwege de tegenvallende resultaten. In april was de club door Li Yonghong overgenomen. In de zomerstop werden tien spelers gehaald voor in totaal meer dan 200 miljoen euro. De Rossoneri stonden desondanks na veertien speelronden zevende in de Serie A, op achttien punten van koploper Napoli.
Ruim een maand na zijn ontslag bij AC Milan werd Montella aangesteld als de trainer van Sevilla CF, waar hij aantrad als opvolger van de weggestuurde Eduardo Berizzo. De Italiaan ging voor het eerst buiten zijn vaderland aan de slag. Hij tekende in Sevilla een contract tot de zomer van 2019. Op 28 april 2018 kreeg hij echter zijn ontslag bij de Spaanse club. Dat gebeurde een dan na de 2-1 nederlaag tegen Levante, waardoor Sevilla voor de negende keer op rij niet wist te winnen. Hij werd opgevolgd door Joaquín Caparrós. Daarna werd hij trainer van Fiorentina, maar ook daar werd hij in december 2019 de laan uit gestuurd. Giuseppe Iachini volgde hem op.Na twee jaar bij de Turkse Adana Demirspor, werd hij bondscoach van Turkije na ontslag van oud bondscoach Stefan Kuntz. Met Turkije wist hij het land voor het eerst in de geschiedenis het EK in te krijgen door als eerste te eindigen in de kwalificatiepoule. In dat EK werd Montella de eerste niet-Turkse bondscoach die het lukte om Turkije door de groepsfase heen te krijgen.

## Erelijst (als voetballer)
AS Roma
- Serie A

2000/01

## Trivia
- Montella juichte na een doelpunt door een vliegtuig uit te beelden, wat hem de bijnaam L'Aeroplanino opleverde.